# Boris Dežulović
Boris Dežulović (ur. 1964 w Splicie) – chorwacki dziennikarz i pisarz.

## Życiorys
W 1984 wraz z Viktorem Ivančiciem i Predragiem Luciciem założył w Splicie grupę satyryczną VIVA LUDEŽ, która występowała publicznie, a w 1993 założyła Feral – satyryczny dodatek do pisma Nedjeljna Dalmacija. W 1998 był współautorem Antologii współczesnej chorwackiej głupoty. W 1999 Dežulović odszedł z pisma i zaczął współpracę z pismem Globus, gdzie prowadził rubrykę zatytułowaną Umowa z diabłem.
W latach 1991–1992 był korespondentem wojennym w Kninie, Krajinie, południowej Dalmacji, a także w Bośni i Hercegowinie. Był pierwszym dziennikarzem chorwackim, który przekazywał relacje z okupowanego Vukovaru i z Sarajewa w czasie oblężenia serbskiego. Za jeden ze swoich artykułów został w 1992 oskarżony o znieważenie prezydenta Republiki Chorwacji Franjo Tuđmana, ale pozew oddalono. W 1999 otrzymał Nagrodę Dziennikarzy im. Veselko Tenžera, a w 2004 został wyróżniony nagrodą Chorwackiego Stowarzyszenia Dziennikarzy dla dziennikarza roku.
Jako pisarz zadebiutował w 2003 publikując powieść science-fiction Christkind o etycznych aspektach uśmiercenia Adolfa Hitlera, kiedy ten był jeszcze dzieckiem. Bardziej znana jest jednak powieść satyryczna wydana w 2005 Jebo sad hiljadu dinara, poświęcona działaniom wojennym w Bośni i Hercegowinie.
Współpracuje z reżyserką Jasmilą Žbanić, jako współautor scenariusza do filmu dokumentalnego: Dziennik budowniczego, poświęconego rekonstrukcji Starego Mostu w Mostarze. Mieszka w Belgradzie.

## Dzieła
- 2003: Christkind
- 2005: Jebo sad hiljadu dinara
- 2005: Pjesme iz Lore
- 2007: Poglavnikova bakterija
- 2008: Ugovor s Đavlom
- 2010: Zločin i kazna